# Condado de Vilardaga
Es un título pontificio concedido por S.S. el Papa San Pío X, con carácter personal, es decir, no es hereditario. Con fecha 31 de marzo de 1905 y autorizado para su uso en España por Real Despacho de 7 de agosto de ese mismo año a Antonio Clavé y Nadal Flaquer y Vilardaga, casado con María del Carmen Gil y Llopart
En Sant Feliu de Llobregat, provincia de Barcelona existe en la actualidad un paseo que lleva su nombre que va desde la calle de Maria Montessori hasta la calle de la Constitución, que está junto al Parque Nadal.